# اندرس گارسیا (بازیکن فوتبال زاده ۱۹۹۶)
اندرس گارسیا (انگلیسی: Andrés García؛ زادهٔ ۱۱ مهٔ ۱۹۹۶) بازیکن فوتبال اهل اسپانیا است.
از باشگاه‌هایی که در آن بازی کرده‌است می‌توان به باشگاه فوتبال میراندس اشاره کرد.